# رافي براكاش
رافي براكاش (بالتيلوغوية: రవిప్రకాష్)‏ هو ممثل هندي، ولد في 1981 في الهند.

## أعمال

### أفلام
- (2012) جولاي

## وصلات خارجية
- رافي براكاش على موقع IMDb (الإنجليزية)
- رافي براكاش على موقع قاعدة بيانات الفيلم (الإنجليزية)